# 新潟県立環境と人間のふれあい館
新潟県立環境と人間のふれあい館（にいがたけんりつかんきょうとにんげんのふれあいかん）は、新潟県新潟市北区前新田にある第二水俣病（新潟水俣病）と水環境をテーマとした資料展示施設。副名称として新潟水俣病資料館（にいがたみなまたびょうしりょうかん）が付与されている。施設の運営管理は新潟県が行っている。

## 概要
福島潟の北畔に位置する鉄筋コンクリート造2階建の施設。「新潟水俣病」と「水や水環境」の2つのテーマに関する資料の収集、保管及び展示を主目的としている。
1995年（平成7年）12月11日、新潟水俣病による被害について「新潟水俣病被害者の会」「新潟水俣病共闘会議」の2つの被害者団体と昭和電工が自主交渉により解決協定を締結した。この協定では昭和電工側が新潟県に「地域の再生・振興」を目的に、新潟県に2億5000万円を寄付する旨が盛り込まれ、これを受けて県は寄付金を「新潟水俣病の教訓を生かす事業」に活用することを決定した。この際、被害者団体から水俣病の被害に関する保存施設の建設を求める意見が寄せられたことから、県は計画立案に着手。被害者団体を交えた策定委員会を開催して検討を進め、1999年（平成11年）1月に「環境再生啓発施設」の建設計画が立案された。
しかし、着工に至るまでは紆余曲折を経ることとなった。資料館の建設位置は当初、被害者が多く居住する阿賀野川流域周辺を予定していたものの、流域の漁業・農業関係者が「資料館を建設すると、風評被害を受ける可能性がある」と強い難色を示し、同意を得ることができなかった。さらに被害者の間でも被害状況を伝えるべきという意見がある一方、「そっとしておいて欲しい」などと資料館設置に難色を示す意見もあった。こうした状況を踏まえ、建設地は阿賀野川水系でもある福島潟の北畔で整備が進められていた「水の公園福島潟」の敷地内（阿賀野川右岸から約7km）に決定。当初計画においては施設名称を「新潟水俣病資料館」とする予定だったものを、敢えて「水俣病」を施設名称に加えないものとし、正式名称は「環境と人間のふれあい館」に決定。また展示内容も水俣病だけでなく、水や水環境に関する資料など幅広い展示を行う方針を示した。こうして被害者側の了承を得て2000年（平成12年）春に着工。2001年（平成13年）8月1日、豊栄市（当時）前新田の同公園内で開館した。
しかし開館後、新潟水俣病に関する展示施設である旨が認知されにくいことが指摘され、県は2003年（平成15年）4月1日付で施設の副名称（サブネーム）に「新潟水俣病資料館」を付与し、現在に至る。

## 展示内容
1階は水面下をイメージして設計されており、阿賀野川に生息する生物に関する展示が行われている。
2階は阿賀野川流域の生活、環境問題に関する展示と、新潟水俣病に関する展示が行われている。新潟水俣病の展示コーナーでは写真や映像、当時の新聞紙面などを通じ、その歴史と被害状況を現在に伝えている。
また、ふれあい館では悲惨な公害を二度と繰り返してはならないという願いから、当時の経験や教訓を次世代に伝えていくため、新潟水俣病の被害者による「語り部制度」を設けており、同館や県内各地で講演活動を行っている。この他、水質汚染のメカニズムや、阿賀野川流域の自然と生活に関する学習プログラムも設けられている。

## 営業内容
- 開館時間：9:30 - 16:30[1]
- 入館料：無料[1]

但し、研修室・多目的室を学習目的以外で使用する場合は利用料が必要となる。
- 休館日：毎週月曜日（休日の場合はその翌日）、年末年始（12月28日 - 1月4日）[1]

## 交通
- 豊栄駅南口からタクシー約5分、徒歩約30分[1]
  - ビュー福島潟で毎年9月23日に開催される「福島潟自然文化祭」の際には豊栄駅南口から循環シャトルバス（無料）を運行
- 日本海東北自動車道 豊栄新潟東港インターチェンジから車で約5分
- 国道7号（新新バイパス）豊栄インターチェンジから車で約10分
- 駐車場：小型21台、大型3台（ビュー福島潟の駐車場も利用可）